# Standardna okrajšava avtorja (botanika)
V botanični nomenklaturi je standardna okrajšava avtorja način navajanja osebe ali skupino oseb, ki je prvi uradno objavil botanično ime in izpolnil formalne pogoje, kot jih določa Mednarodni kodeks nomenklature za alge, glive in rastline (ICN). V primerih, ko vrsta ni več v prvotni generični umestitvi, sta podani obe avtoriteti - za prvotno umestitev rodu in nove kombinacije (bivša je zapisana oklepajih).
V botaniki je običajno (čeprav ni obvezno) imena avtorjev okrajšati v skladu s priznanim seznamom standardnih okrajšav
Obstajajo razlike med botanično kodo in običajno prakso v zoologiji. V zoologiji je leto objave navedeno za imenih avtorjev, avtorstvo nove kombinacije pa je običajno izpuščeno. 

## Okrajšava
Ko navajamo botanično ime, vključno z avtorjem, je ime avtorja pogosto okrajšano. Zaradi doslednosti Mednarodni nomenklaturni kodeks za alge, glive in rastline ICN priporoča priporočilo 46A, opomba 1, uporabo avtorjev rastlinskih imen Brummitt & Powell Authors of Plant Names (1992), kjer je vsakemu avtorju botaničnega imena dodeljena edinstvena okrajšava. Te standardne okrajšave najdete v International Plant Names Index.
Na primer v:
- Rubus L.

okrajšava "L." se nanaša na slavnega botanika Carla Linnaeusa, ki je leta 1753 opisal ta rod na str. 492  v njegovi Species Plantarum.
- Rubus ursinus Cham. & Schldl.

okrajšava "Cham." se nanaša na botanika Adelberta von Chamissa in "Schldl." na botanika Diederich Franz Leonhard von Schlechtendal; ta avtorja sta leta 1827 skupaj opisala to vrsto (in jo umestila v rod Rubus).